# 万顷沙镇
万顷沙镇，是中华人民共和国广东省广州市南沙区下辖的一个乡镇级行政单位。万顷沙镇位于南沙区西南部，粤港澳大湾区地理几何中心区域，毗邻广州南沙港。东隔蕉门水道与龙穴街道相望，南濒伶仃洋，西隔洪奇沥水道、西利河与中山市民众镇相望，北与珠江街道、横沥镇接壤。是广东省中心镇。行政区域面积142.85平方千米，其中陆域面积92.12平方千米，水域面积50.73平方千米。
截至2025年，全镇常住人口6.28万人，其中户籍人口3.8万人，流动人口2.48万人。
万顷沙镇率先在全市设立首个工人工资权益保障服务站，成功成为南沙区“安薪南沙”示范镇，并入选2023年全国500强镇名单。同时，红港村跻身广东省“百县千镇万村高质量发展工程”首批典型村之列。

## 行政区划
万顷沙镇下辖以下地区：
沙尾一村、沙尾二村、年丰村、同兴村、民立村、新安村、福安村、民建村、民兴村、红洋村、红湖村、红江村、红港村、红海村、工程村15个村和新垦社区1个社区。

## 历史
从宋代开始，便有先民在一片滩涂上进行围地。在1949年新中国成立后，围垦速度开始加快，不少公社使用石头砌堤、抛石拦沙、围垦造田等方法，最终造出万顷良田，分布于一涌至二十一涌。分布的这些涌，亦组成了今日的万顷沙镇。
万顷沙镇的名称源于清道光十八年（1838年），当时东莞明伦堂组织当地居民在此进行围垦，开垦大片土地，以扩大农业生产规模。由于开垦出的区域广阔，土地面积达到“万顷”之多，因此被命名为万顷沙。这一地名不仅反映了该地区早期的开发历史，也承载着先民在这片土地上辛勤耕耘的记忆，成为南沙区域重要的历史文化象征。